# Thegchog Dorje
Thegchog Dorje (1798-1868) was de veertiende gyalwa karmapa, hoofd van de kagyüschool van het Tibetaans boeddhisme.
Thegchog Dorje was in Danang, Kham geboren en werd erkend door de brief die drukchen Künzig Chökyi Nangwa van de dertiende karmapa Düdül Dorje had gekregen. Hij werd op 19-jarige leeftijd ingewijd als monnik.
Thegchog Dorje heeft veel door Tibet gereisd en lesgegeven en was actief binnen de Rimé-beweging. Hij was met name geïnteresseerd in de uitwisseling van kennis tussen zijn eigen kagyüschool en de nyingmascholen. Tevens heeft hij zich veel met beeldhouwkunst, poëzie en dialectiek bezighouden.
Zijn directe opvolger wordt niet in de telling meegenomen, omdat hij op driejarige leeftijd is overleden.